# Jakob Friedrich Wilpert
Jakob Friedrich Wilpert, ab 1795 Jakob Friedrich von Wilpert (* 4. April 1741 in Mitau; † 25. November 1812 in Riga) war ein deutsch-baltischer Kaufmann und Bürgermeister von Riga.

## Leben

### Herkunft und Familie
Jakob Friedrich Wilpert war ein Sohn des Arztes Georg Friedrich Wilpert (1700–1755) aus Neubrandenburg, der nach seinem Studium an der Universität Leiden nach Kurland gekommen war und in Mitau praktizierte, und dessen Frau Elisabeth, geb. Rauert († 1796). Der Propst Christian Georg Wilpert (1742–1813) war sein Bruder.
Seit 1771 war er verheiratet mit Barbara Rosine Windhorst. Das Paar hatte zwei Söhne, darunter den Rigaer Arzt Carl von Wilpert (1778–1839), und drei Töchter, von denen die älteste schon im Kindesalter starb.

### Werdegang
1755, im Todesjahr seines Vaters, ging er nach Riga in eine kaufmännische Lehre. In der zweiten Hälfte der 1760er Jahre freundete er sich mit Johann Gottfried Herder an, der von 1764 bis 1769 in Riga tätig war. 1768 wurde Wilpert Inhaber eines eigenen Handelsunternehmens. Er unternahm verschiedene Reisen durch Deutschland, Frankreich und die Schweiz. Schon bald übernahm er bürgerschaftliche Verantwortung in Riga. 1780 wurde er Dockmann und 1782 Ältester der Großen Gilde. Als Ratsherr von 1784 bis 1786 war er zugleich Vorsteher einer Reihe von karitativen Stiftungen und Einrichtungen in der Stadt. Bei der Annahme der neuen Stadtverfassung 1787 (Statthalterschaftsverfassung) wurde er Erster Bürgermeister im neuen Rat. Zugleich war er von 1787 bis 1790 Assessor im Gouvernement-Magistrat und ab 1790 Assessor am Kurlänndischen Gewissensgericht.
Am 8. März 1795 erhielt er gemeinsam mit seinem Bruder durch Kaiser Franz II. ein Reichsadels-Diplom. Damit begründeten sie das deutsch-baltische Adelsgeschlecht von Wilpert. 1797 war Jakob Friedrich Wilpert wiederum Ältermann der Großen Gilde. Im selben Jahr wurde er bei der Wiederherstellung der alten Verfassung als Bürgermeister bestätigt; zugleich wurde er Präses beim Waisengericht.
Im Jahre 1801 gab er sein Amt als Bürgermeister auf und zog sich auf sein 1794 als Pfandbesitz erworbenes Gut Hinzenberg zurück. Nach dessen Verlust durch Konkurs in den Wirren der Koalitionskriege kehrte er 1806 nach Riga zurück, wo er 1812 starb.

## Werke
- Zu den Blättern der Chronik von Riga : am Schlusse des 1806ten Jahres. Riga 1806
- Einiges Denkwürdige aus der Väter Zeit zur stillen Erwägung meiner geliebten Mitbürger bei dem schönen Feste unsers Stadtjubiläums unter Russlands heiliger Aegide. Riga: 1810
- Aus den Aufzeichnungen des Bürgermeisters Jakob Friedrich Wilpert. In: Rigasche Stadtblätter 76 (1885), S. 1–3, 14–15, 185–187

Wilpert verfasste eine Reihe von Gelegenheitsschriften.